# Цимлянский
Цимлянский — посёлок в Шпаковском муниципальном округе Ставропольского края России.

## География
Посёлок Цимлянский расположен на отрогах Ставропольской возвышенности:8, в водораздельной части истоков рек Егорлык и Жилейки, на высоте 522 м над уровнем моря.
Расстояние до краевого центра составляет 22 км, до центра муниципального округа — 30 км. Ближайшие населённые пункты: посёлок Ясный, станица Темнолесская. Транспортное сообщение осуществляется по автодороге общего пользования местного значения Ставрополь — Дёмино — Холодногорский — Цимлянский.
Территория Цимлянского вытянута с северо-запада на юго-восток. Посёлок пересечён множеством балок и оврагов:8, в его окрестностях существует большое количество родников. На южной окраине Цимлянского берёт начало балка Власова, впадающая справа в реку Егорлык в районе Темнолесской:31. В 6 км к северо-востоку от посёлка расположено бессточное озеро Солёное:123.
Посёлок находится в III агроклиматической зоне края, характеризующейся сравнительно мягкой зимой и жарким летом:8. Среднегодовая норма осадков: 273 мм. Господствующие ветры: восточные и западные:4.
В окрестностях Цимлянского распространены предкавказские чернозёмы обыкновенные среднегумусные и карбонатные:8.

## История
Датой основания Цимлянского считается 10 октября 1882 года. Населённый пункт возник на землях, принадлежавших есаулу по фамилии Цимлянцев (отсюда название посёлка). По сведениям Е. Д. Фелицына, в 1882 году имение Цимлянцева включало «200 десятин земли, один двор и один дом. Здесь проживали три человека из числа владельцев и шесть временных работников». В начале 1900-х годов эти земли перешли во владение казаков Карпушина и Воробьёва, а после революционных событий 1917 года были национализированы советской властью и переданы крестьянам.
В «Кубанском календаре на 1916 год» имеются данные о Цымлянском крестьянском поземельном товариществе, образованном в 1901 году. Административно оно было причислено к казачьей станице Темнолесской Лабинского отдела Кубанской области, располагалось от неё в 6 верстах. В 1915 году в товариществе было 200 десятин земли, 9 дворов (домохозяйств), 85 душ (мужского пола — 40, женского — 45). В книге В. А. Колесникова «Станицы Ставрополья» (2012) упоминается находившийся в юрте станицы Темнолесской хутор Цымлянцев. В 1916 году хутор насчитывал 13 дворов, населённых крестьянами-арендаторами.
16 марта 1920 года на территории бывшего имения братьев Карпушиных создан совхоз № 1. В мае 1924 года он был объединён с совхозом № 5 в совхоз № 1 (с 1925 — «Заветы Борцов»). По другим данным, совхоз «Заветы Борцов», в состав которого входил нынешний хутор Цимлянский, образован в 1928 году.
Согласно списку населённых мест за 1926 год, хутор Цымлянский в административном отношении входил в состав территории Темнолесского сельсовета Невинномысского района Армавирского округа Северо-Кавказского края, располагался в 5 верстах от центра сельсовета — станицы Темнолесской. На 17 декабря 1926 года в Цымлянском числилось 44 крестьянских хозяйства, 244 жителей (124 мужчины, 120 женщин):62—63.
В августе 1928 года станица Темнолесская вместе с окрестными населёнными пунктами, включая Цимлянский, была передана из Невинномысского района в состав Ставропольского района Ставропольского округа Северо-Кавказского края (с 1957 — Михайловского района Ставропольского края).
В 1929 году совхоз «Заветы Борцов» реорганизовался в совхоз № 10 Северо-Кавказского союзного овцеводческого треста «Овцетрест». В июле 1932 года последний был разукрупнён на два совхоза — № 19 (с 1955 — овцесовхоз «Янкульский») и № 10. К концу 1930-х годов в совхозе № 10 насчитывалось 22 трактора, 11 комбайнов и 15 автомобилей. В феврале 1944 года на его базе был организован военный конезавод № 172 с центральной усадьбой в посёлке Цимлянском, занимавшийся разведением лошадей для передачи Красной армии и для воспроизводства основного стада.
В 1933 году тяжёлым испытанием для населения Цимлянского стал массовый голод, охвативший ряд районов края.
Согласно карте Генштаба Красной армии 1941 года, на начало Великой Отечественной войны Цимлянский (на карте подписан как Цымлянский) состоял из 75 дворов. Во время войны с территории, прилегающей к посёлку Цимлянскому, на фронт было призвано 188 человек, из них 96 погибли и около 11 пропали без вести. Домой вернулся 81 солдат. В августе 1942 года Цимлянский был оккупирован немецкими войсками. Оккупанты обложили население посёлка непосильными налогами, разрушили всё хозяйство (цимлянцам удалось эвакуировать только часть скота и сельхозинвентаря). 20 января 1943 года Цимлянский был освобождён Красной армией. Перед отступлением немцы успели сжечь в посёлке 48 домов и недостроенное здание школы. Уцелело лишь несколько хат и землянок.
В 1956 году конный завод № 172 был реорганизован в молочный совхоз «Александровский» (с 1957 — «Темнолесский»). В 1960 году совхоз переименован в опытное хозяйство (опхоз) «Темнолесское» Всесоюзного научно-исследовательского института овцеводства и козоводства. В число основных задач опхоза входили развитие и повышение шёрстной и мясной продуктивности овец тонкорунной породы с проведением научных опытов, выращивание высоких урожаев всех сельскохозяйственных культур. Хозяйство включало центральную усадьбу в посёлке Цимлянском и пять отделений. Во второй половине 1960-х годов общий земельный фонд «Темнолесского» составлял 28 539 га, на его отделениях содержалось более 2000 голов крупного рогатого скота, 52 000 овец, 33 000 свиней и 17 000 голов птицы. Со временем опхоз стал лидером по урожайности зерновых культур в Шпаковском районе. Многие его работники были отмечены государственными наградами. Среди них — старший чабан опхоза «Темнолесское» Иван Иванович Рудаков, которому Указом Президиума Верховного Совета СССР от 23.12.1976 г. присвоено звание Героя Социалистического Труда.
Параллельно с развитием опытного хозяйства происходило и развитие благоустройства его центральной усадьбы. В течение 1960—1970-х годов в посёлке Цимлянском появились новые жилые дома и улицы, зоны отдыха с фонтанами. Открылись Дом культуры на 450 мест, средняя школа, детский сад-ясли на 140 мест, больница на 50 коек, гостиница на 60 мест, кафе-столовая, магазины («Промышленные товары», «Книги», «Культтовары» и др.), баня, механизированная пекарня. Вступили в строй полигон для изготовления железобетонных конструкций, асфальтобетонный завод, завод по приготовлению комбикормов и гранулированных кормов. Также была построена асфальтированная дорога, соединяющая Цимлянский и отделения опхоза с городом Ставрополем. «Наш посёлок [Цимлянский] каждый год, как говорится, обновляется, — писала газета Шпаковского района „Коммунистический маяк“. — Прокладываются новые дороги, тротуарные дорожки с твёрым покрытием. Ежегодно проводится большое озеленение. На улицах появились десятки вечнозелёных красавиц елей, сосен, много цветов. (…) Не случайно Главный Комитет ВДНХ признал хозяйство одним из лучших в стране по ведению благоустройства, наградив опхоз бронзовой медалью по итогам Всесоюзного смотра-конкурса».
В июне 1962 года образовался Цимлянский сельсовет c центром в посёлке Цимлянском, объединявший восемь населённых пунктов, в том числе посёлки Новый Бешпагир, Северный, Степной, Ясный:28, в которых располагались отделения опхоза «Темнолесское». В феврале 1963 года Цимлянский сельсовет со всеми населёнными пунктами был передан из упразднённого Михайловского района в состав Шпаковского района Ставропольского края.
2 октября 1971 года в Цимлянском произошло самое крупное в истории Ставропольского края землетрясение. Интенсивность вызванных им сотрясений составила 8 баллов:175. Землетрясение было локальным и не привело к большим разрушениям:24.
По состоянию на 1 января 1983 года Цимлянский по-прежнему числился центром сельсовета:29. На изданной в 1985 году километровой карте Генштаба ВС СССР Цимлянский обозначен как посёлок с населением около 1700 человек; примерно в 2 км к юго-востоку от него, в истоке балки Литвиновки, отмечен посёлок Ближний с населением около 280 человек. Последний также встречается на карте Госгисцентра 2001 года. Согласно публичной кадастровой карте Росреестра, территория Ближнего (в ГКГН он значится как отдельные дворы) в настоящее время входит в состав территории посёлка Цимлянского.
В 2007 году опытное хозяйство «Темнолесское», где в прошлом работало большинство трудоспособного населения посёлка Цимлянского, было ликвидировано по причине банкротства. Закрытие градообразующего предприятия привело к возникновению социально-экономических проблем. Значительная часть пахотных земель бывшего опхоза была заброшена, в посёлке рос уровень безработицы, ухудшилось состояние ЖКХ. Общественно-политическая газета Шпаковского округа «Наша жизнь» в 2015 году приводила такие факты о неустроенности быта жителей Цимлянского: «В крайне тяжёлом положении оказались органы местной власти, для которых бесконечный поиск средств на развитие территории стал сущим кошмаром. Денег не хватает на всё: на ремонт дорог, детского сада, школы, Дома культуры, коммунальной инфраструктуры и т. д. В посёлке нет аптеки, ни одного банковского филиала, так что за лекарствами приходится ехать в Ставрополь, а чтобы снять зарплату с карточки, — в Дёмино». Положительный сдвиг в качестве жизни цимлянцев произошёл лишь после прихода в 2017 году нового инвестора (см. «Сельское хозяйство»).
В 2012 году Цимлянский стал одним из десяти населённых пунктов Ставрополья, в которых были организованы зрительские зоны во время проведения пятого, заключительного этапа международного ралли-рейда «Шёлковый путь 2012». Участки гоночной трассы вблизи села Грушевского (Александровский район), станицы Темнолесской и посёлка Цимлянского вошли в число самых зрелищных.
16 марта 2020 года Цимлянский сельсовет был упразднён. Территория включена в Шпаковский муниципальный округ.

## Население
| 1882  | 1926  | 1989  | 1991  | 2002  | 2010  | 2013  |
| ----- | ----- | ----- | ----- | ----- | ----- | ----- |
| 9     | ↗244  | ↗1536 | ↗1647 | ↘1492 | ↘1459 | ↗1468 |
| 2014  | 2021  |       |       |       |       |       |
| ↗1500 | ↘1401 |       |       |       |       |       |

По данным переписи 1926 года, из 244 жителей 199 — украинцы (82 %), 45 — великороссы (18 %):28.
По данным переписи 2002 года, 87 % населения — русские.
В 2009 году население посёлка, по сведениям администрации Цимлянского сельсовета, составляло 1432 человека. Из них трудоспособного населения — 577 человек (40,3 %), нетрудоспособного — 582 (40,6 %); детей дошкольного возраста — 102 (7,2 %), школьного возраста — 171 (11,9 %):8—9.

## Застройка и инфраструктура
Жилая застройка в основном представлена одно- и двухэтажными жилыми домами с приусадебными участками:10. В капитальных строениях размещены: общеобразовательная школа, детский сад, дом культуры, библиотека, больница, магазины:10, территориальный отдел, почтовое отделение, МФЦ, православный храм. К северо-востоку от посёлка находится общественное открытое кладбище.
Улично-дорожная сеть Цимлянского насчитывает 20 улиц. Почти все из них имеют асфальтовое покрытие. Главными улицами являются Советская и Ленина, по которым осуществляется связь жилых зон с общественным центром посёлка и внешние связи с другими населёнными пунктами:11.
Посёлок газифицирован, электрифицирован и радиофицирован. Есть водопровод с водозабором из местных родников.

## Культура и спорт
Культурно-массовую работу в Цимлянском проводят сельский культурный комплекс и библиотека-филиал № 17.
Дом культуры посёлка Цимлянского построен в 1964 году. В газете «Коммунистический маяк» от 13 августа 1967 года приведено такое его описание: «Здесь имеется достаточное количество служебных и кружковых комнат, вместительный красивый зал, библиотека с книгохранилищем и читальным залом, вестибюль, просторное фойе. Он оборудован центральным отоплением, водопроводом. Интерьер Дома культуры со вкусом разработан. Перед фасадом — большая асфальтированная площадь с цветочными клумбами и аллея. Хорошо подобран состав древесных пород: серебристая ель, шаровидный клён, рябина, боярышник». В 2019 году ДК был капитально отремонтирован.
К концу 1980-х в Цимлянском функционировал культурно-спортивный комплекс, включавший, кроме ДК (в котором наряду с кружками художественной самодеятельности работали секция по вольной борьбе, тренажёрный зал), также конно-спортивную школу «Юность». Последняя была построена на окраине посёлка в 1985 году. Первоначально в ней обучалось 30 детей. Занятия проводились под руководством мастера спорта СССР М. А. Черемисина.
Поселковая библиотека основана в 1946 году. Временно располагалась в одном здании вместе с сельсоветом. С 1964 года занимает одно из помещений ДК. В апреле 2018 года библиотека вышла из состава культурного комплекса и теперь является структурным подразделением МКУК «Межпоселенческая библиотека Шпаковского района».

## Образование
В посёлке два образовательных учреждения — детский сад № 18 и средняя общеобразовательная школа № 10 им. Героя России А. Р. Савченко.
Первое учебное заведение появилось в Цимлянском в середине 1930-х гг. Это была семилетняя школа для детей работников местного совхоза. В 1946-м открылась Цимлянская средняя школа № 6 (в настоящее время на её месте находится участковая больница). Часть школьников училась в ней во вторую смену из-за нехватки помещений для занятий. Рядом со школой располагался интернат для учащихся из близлежащих населённых пунктов.
14 февраля 1966 года было сдано в эксплуатацию новое, трёхэтажное школьное здание на 536 мест. Газета «Коммунистический маяк» от 18 февраля 1966 года, подробно описавшая это событие, сообщала следующее: «В школе теперь есть все необходимые условия для нормальной работы и учёбы — большие светлые классные комнаты, кабинеты химии, физики, географии, русского языка и литературы. Имеются библиотека, читальный, актовый и спортивный залы, радиоузел, учебные мастерские, буфет, пионерская и комсомольская комнаты. Для новой школы закуплено инвентаря и оборудования на 38 тысяч рублей». В 1967 году здесь обучалось 486 школьников и работало 28 преподавателей с высшим и средним образованием. В 1969 году при школе был построен новый интернат на 240 мест (в настоящее время не действует):10.
В 1973 году одним из выпускников Цимлянской средней школы стал Александр Романович Савченко (1956—1993), Герой Российской Федерации (1993). С 1 сентября 2015 года СОШ № 10 носит его имя. На фасаде школы установлена мемориальная доска в его честь. В память об А. Р. Савченко в школьном спортзале неоднократно проводился открытый турнир Шпаковского района по тхэквондо.
По информации на сайте СОШ № 10, в 2020 году число учащихся школы составляло 198 человек, число педагогических работников — 21 человек.
Детский сад № 18 открыт 25 сентября 1970 года (первоначально назывался Цимлянский ясли-сад № 18). По данным за 2015 год, в учреждении функционировало 4 группы для детей, общее число воспитанников — 70 человек.

## Медицина
Цимлянская участковая больница открыта 12 января 1975 года. В 2000-х гг. министерство здравоохранения признало это лечебное учреждение нерентабельным, что повлекло за собой значительное сокращение медицинского персонала. В 2010 году по решению администрации Шпаковского района здесь был реорганизован круглосуточный стационар и оставлен только дневной (на 10 коек), который в среднем мог ежедневно принимать 35—40 человек. В 2016 году на базе участковой больницы создан аптечный пункт. По информации за 2019 год, персонал больницы составлял 15 человек. В 2024 году больница была капитально отремонтирована в рамках национального проекта «Здравоохранение»
Цимлянский находится в местности, отнесённой к активным природным очагам туляремии.

## Сельское хозяйство
Основное аграрное предприятие — ООО «Цимлянское», занимается выращиванием зерновых, зернобобовых культур и семян масличных культур. В управлении хозяйства находится около 15 000 га земли (по другим данным — более 23 000 га). В 2017 году владельцем «Цимлянского» стала одна из крупнейших компаний российского АПК — агрохолдинг «Степь» (входит в АФК «Система»). Глава Цимлянского сельсовета Е. В. Тихонова в интервью газете «Наша жизнь» так прокомментировала приход нового инвестора: «Это огромный плюс для нашего посёлка [Цимлянского] — появились рабочие места для местных жителей. Востребованы многие профессии — водитель, комбайнер, механизатор. Инвестор принимает активное участие в жизни поселения — участвует в социально-значимых мероприятиях, оказывает помощь в благоустройстве муниципального образования».

## Селекция и генетика
В десяти минутах езды от посёлка расположена опытная станция Всероссийского НИИ овцеводства и козоводства — единственный на Юге России селекционно-племенной центр по разведению овец и коз. Здесь находится уникальный генофондный банк, содержащий биоматериал высокопродуктивных животных; функционирует племенной репродуктор коз зааненской породы. Есть также питомник пастушьих собак породы австралийский келпи. На базе опытной станции ВНИИОК проводятся совместные научные исследования с другими НИИ и вузами.
По сведениям за 2015 год, за опытной станцией было закреплено около 2500 га сельхозугодий, на её территории содержалось более 200 голов молочных коз и 450 голов овец. В 2019 году сюда завезли 134 головы баранов и овец из Великобритании и Нидерландов для проведения экспериментов по скрещиванию их с местными породами и получения особей с улучшенными мясными характеристиками. На конец 2022 года на станции насчитывалось 10 пород овец, среди которых преобладали импортные мясные породы.

## Памятники
Мемориал погибшим в годы Гражданской и Великой Отечественной войн
Памятник изготовлен в 1987 году рабочим стройотдела ОПХ «Темнолесское» Алексеем Павловичем Васильевым при участии строителей опхоза; установлен по улице Парковой, на краю посёлка. Мемориал выполнен в виде развёрнутого знамени, на фоне которого изображена фигура советского солдата; перед постаментом расположены четыре мемориальные доски с именами погибших цимлянцев.
Могила лётчика Савельева Я. Б. 261610719040005
23 ноября 1943 года в районе 1-го отделения посёлка Цимлянского в авиационной катастрофе погиб советский лётчик-истребитель Яков Борисович Савельев (1918—1943), уроженец города Сумы. Останки лётчика захоронены на поселковом кладбище. В 1979 году родственники погибшего установили на его могиле памятник из нержавеющей стали, увенчанный фигуркой самолёта. Решением Ставропольского крайисполкома от 01.10.1981 г. № 702 могила старшего лейтенанта авиации Я. Б. Савельева объявлена памятником истории регионального значения.
В 1960-х гг. именем Савельева названа одна из улиц Цимлянского. Памяти лётчика посвящена одна из экспозиций в музее средней общеобразовательной школы № 10.

## Туризм
В Цимлянском реализуется такое направление туризма как событийный туризм. По информации газеты «Наша жизнь», в 2018 году при поддержке отдела культуры администрации Шпаковского муниципального района были разработаны несколько туристических маршрутов: «Туристы могут посетить Цимлянский по двум маршрутам — гора Бударка (заказник) и гора Вешка. Отличительной особенностью маршрутов является уникальная местность, где в весенний период цветения растений можно наблюдать даже краснокнижные дикие пионы, лён крымский, ирис, ковыль и многие другие. А с вершины горы Бударка открывается уникальный панорамный вид на гору Стрижамент и город Ставрополь».
В окрестностях посёлка расположен туристско-рекреационный комплекс «Усадьба добра», созданный в 2014 году по инициативе районной администрации и группы сотрудников Северо-Кавказского федерального университета. Комплекс представляет собой этническую деревню, воссоздающую культуру и быт ногайцев, и состоящую из нескольких юрт, расположенных на берегу пруда.